# Горска челядинка
Горската челядинка (Gymnopus dryophilus) е вид ядлива базидиева гъба от семейство Marasmiaceae.

## Описание
Шапката достига до 6 cm в диаметър. Като млада е дъговидна, а по-късно става по-плоска. На цвят първоначално е кафеникаво-охрена с месночервеникав оттенък, а по-късно избледнява до бледоохрена, по периферията по-светла. Кожицата е суха и гладка. Пънчето достига 8 cm височина и е сравнително тънко, право, цилиндрично, понякога леко издуто в основата. Месото е тънко, воднисто, белезникаво и има приятен вкус и мирис. Гъбата е ядлива, но тъй като е тънка, обикновено се използва за приготвяне на супи.

## Местообитание
Гъбата е широко разпространена през май – ноември. Расте поединично или на групи върху почва или в шума в широколистни гори (най-често дъбови), по-рядко в иглолистни насаждения, както и върху гниеща дървесина или на мъхова покривка.